# Hymenophyllum whitei
Hymenophyllum whitei är en hinnbräkenväxtart som beskrevs av Goy. Hymenophyllum whitei ingår i släktet Hymenophyllum och familjen Hymenophyllaceae. Inga underarter finns listade.